# Aglaia edulis
Aglaia edulis är en tvåhjärtbladig växtart som först beskrevs av William Roxburgh, och fick sitt nu gällande namn av Nathaniel Wallich. Aglaia edulis ingår i släktet Aglaia och familjen Meliaceae. Inga underarter finns listade i Catalogue of Life.